# 동부넓은이빨들쥐
동부넓은이빨들쥐(학명: Apodemus mystacinus)는 붉은쥐의 일종이다. 알바니아와 보스니아 헤르체고비나, 크로아티아, 조지아, 그리스, 이란, 이라크, 이스라엘, 요르단, 레바논, 사우디아라비아, 세르비아 몬테네그로에서 발견된다.

## 특징
작은 설치류로 꼬리 길이 98~141mm를 제외한 몸길이가 100~130mm, 발 길이가 24~28mm, 귀 길이가 17~21mm이다. 몸무게는 최대 57g이다. 튼튼한 몸을 갖고 있다. 등 쪽 털은 거무스레한 색조와 함께 연한 회색이고 옆구리 쪽으로 황갈색을 띠는 반면에 배 쪽은 갈색빛 회색 바탕에 흰색을 띤다. 핵형은 2n=48, FN=50이다.

## 생태
육상성, 야행성 동물이다. 낮 동안에는 대부분의 시간을 건조한 잎으로 덮인 둥지가 있는 땅 아래 굴 속에서 보낸다. 먹이는 곡식과 소나무 견과류, 도토리, 유칼립투스 씨앗, 달팽이, 곤충 등이다.

## 분포 및 서식지
소아시아 지역에 널리 분포한다. 해발 최대 2,700m 높이까지 목초지와 관목으로 덮인 암반 지대에서 서식한다. 과수원과 밀밭, 포도밭, 올리브 나무와 무화과 농장에서 흔하게 볼 수 있다. 소나무 숲과 떡갈나무 숲에서도 발견된다.

## 아종
3종의 아종이 알려져 있다.
- A. m. mystacinus - 크레타, 로도스섬, 터키, 이라크 북부.
- A. m. euxinus (Allen, 1914) - 터키 북동부 지역, 조지아 서부.
- A. m. pohlei (Aharoni, 1932) - 시리아 서부와 남부, 레바논, 이스라엘 북부, 요르단강 서안 지구, 요르단 서부.

## 보전 상태
흔하게 발견되고 널리 분포하며 특별한 멸종 위협 요인이 없기 때문에 국제 자연 보전 연맹(IUCN)이 동부넓은이빨들쥐의 보전 등급을 "관심대상종"으로 분류하고 있다.